# Bioelectrochemistry
Bioelectrochemistry este un periodic științific cu comitet de referenți (lectură) care publică articole originale în domeniul bioelectrochimiei.